# 이나바 마사노리 (1801년)
이나바 마사노리(일본어: 稲葉正発 いなば まさのり[*], 교와 원년 9월 21일 (1801년 10월 28일) ~ 분세이 6년 6월 21일 (1823년 7월 28일))는 야마시로 요도번 9대 번주이자, 마사나리계 이나바가 종가 13대 당주이다.
8대 번주 이나바 마사나리의 장남이다. 어머니는 아베 마사토모의 딸이다. 정실은 야마우치 토요카즈의 딸이다. 관위는 종5위하 츠시마노카미, 아명은 사다노스케(定之助)이다.
분카 12년 (1815년), 아버지의 사망으로 뒤를 이었다. 분세이 6년 (1823년) 6월 21일, 후계자 없이 23살의 나이로 요절했기 때문에, 뒤는 숙부인 마사모리가 이었다.
| 전임 이나바 마사나리 | 제9대 요도번 번주 1815년 - 1823년 | 후임 이나바 마사모리 |